# Samarevac (Federacja Bośni i Hercegowiny)
Samarevac – wieś w Bośni i Hercegowinie, w Federacji Bośni i Hercegowiny, w kantonie tuzlańskim, w mieście Gradačac. W 2013 roku pozostawała niezamieszkana.